# Horváthné Fekszi Márta
Horváthné Fekszi Márta (Pécs, 1954. február 11. –) a második Gyurcsány-kormányban a Külügyminisztérium államtitkára.

## Élete
Az ELTE Jogtudományi Karán tanult, az egyetem elvégzését követően felvették a Külügyminisztériumba. Itt 1977-től volt előadó a konzuli főosztályon, 1979 és 1982 között dolgozott a kijevi főkonzulátuson mint konzul, később főelőadó lett a konzuli főosztályon. 1989 és 1991 között konzul volt a bécsi nagykövetségen. 1992-től főosztályvezető-helyettesként működött a Külügyminisztérium nemzetközi jogi főosztályán, 1997-től 2001-ig pedig főkonzulként dolgozott Los Angelesben. 2002-től töltötte be a nemzetközi jogi főosztály főosztályvezetői tisztjét, s egyidejűleg 2003-tól a Külügyminisztérium jogi szolgálatának vezetője volt főcsoportfőnöki beosztásban. 2003-tól kormányzati főtisztviselő, 2004-től pedig rendkívüli és meghatalmazott nagyköveti ranggal rendelkezett. 2005-től közigazgatási államtitkárként, 2006-tól 2009 áprilisáig államtitkárként dolgozott a Külügyminisztériumban. Az ELTE Állam- és Jogtudományi Karán, a Budapesti Közgazdaságtudományi Egyetemen és a Budapesti Gazdasági Főiskolán tanított nemzetközi jogot és konzuli jogot. Beszél angolul és oroszul. Férje Horváth Miklós Arzen, fiuk ifjabb Horváth Miklós.

## Állambiztonsági múlt
A Magyar Nemzet folyóirata 2011-ben levéltári dokumentumok alapján arra következtetett, hogy a volt államtitkár az 1980-as években D–249 és K–583-as fedőkód alatt a külföldi hírszerzésnek és a kémelhárításnak (a Belügyminisztérium III/II csoportjának) is dolgozott. A vád alapja az volt, hogy az Állambiztonsági Szolgálatok Történeti Levéltárának nyilvántartásában az azonosított ügynök anyja neve és születési éve is megegyezett Fekszi Mártáéval. Fekszi elismerte, hogy volt köze az állambiztonsági osztályhoz, de tagadta, hogy SZT-tiszt lett volna.

## Moszkvai ingatlanügy
A 2010-es kormányváltás után Fekszi Mártát Székely Árpád akkori moszkvai magyar nagykövettel és másokkal egy 2008-as moszkvai ingatlan-adásvételi ügy kapcsán bűncselekménnyel vádolták meg, és rövid időre őrizetbe is vették. Az évekig húzódó per azonban 2017 márciusában az összes vádlott felmentésével végződött.